# Almir (ur. 1938)
Almir, właśc. Almir da Silva (ur. 5 stycznia 1938 w Rio de Janeiro) – piłkarz brazylijski, występujący na pozycji napastnika.

## Kariera klubowa
Karierę piłkarską Almir rozpoczął w Canto do Rio Niterói w 1957 roku. W latach 1957–1961 był zawodnikiem Fluminense FC. Z Fluminense zdobył mistrzostwo stanu Rio de Janeiro – Campeonato Mineiro w 1959 oraz dwukrotnie wygrał Torneio Rio-São Paulo w 1957 i 1960 roku. Po odejściu z Atlético Mineiro w 1961 roku Almir występował jeszcze w EC Taubaté (1961–1963), kolumbijskim Millonarios FC (1963–1965), Portuguesie São Paulo (1965–1966) i São Paulo FC, w którym zakończył karierę w 1969 roku.

## Kariera reprezentacyjna
W reprezentacji Brazylii Almir zadebiutował 3 marca 1963 w zremisowanym 2-2 towarzyskim meczu z reprezentacją Paragwaju. W tym samym roku uczestniczył w Copa América 1963, na której Brazylia zajęła czwarte miejsce. Almir na turnieju wystąpił w pięciu meczach z Peru, Kolumbią, Paragwajem, Ekwadorem i Boliwią (bramka), który był jego ostatnim meczem w reprezentacji. Ogółem w reprezentacji wystąpił 6 razy i strzelił 1 bramkę.